# Alopoglossus
Alopoglossus is een geslacht van hagedissen uit de familie Alopoglossidae.
De groep werd voor het eerst wetenschappelijk beschreven door George Albert Boulenger in 1885. Het geslacht werd lange tijd tot de familie Gymnophthalmidae gerekend. Er zijn acht soorten, inclusief de pas in 2017 beschreven soort Alopoglossus embera. Alle soorten komen voor in delen van noordelijk Zuid-Amerika.
De wetenschappelijk naam Alopoglossus betekent 'kale tong' (alopekia = kaal en glossa = tong). Deze naam slaat waarschijnlijk op het ontbreken van afwijkende papillen op de tong die bij andere geslachten wel voorkomen.

## Soortenlijst
| Soorten uit het geslacht Alopoglossus | Soorten uit het geslacht Alopoglossus | Soorten uit het geslacht Alopoglossus                                                  |
| ------------------------------------- | ------------------------------------- | -------------------------------------------------------------------------------------- |
| Naam                                  | Auteur                                | Verspreidingsgebied                                                                    |
| Alopoglossus angulatus                | Linnaeus, 1758                        | Brazilië, Colombia, Ecuador, Frans-Guyana, Guyana, Peru, Suriname, mogelijk in Bolivia |
| Alopoglossus atriventris              | Duellman, 1973                        | Brazilië, Colombia, Ecuador, Peru                                                      |
| Alopoglossus buckleyi                 | O’Shaughnessy, 1881                   | Brazilië, Colombia, Ecuador, Peru                                                      |
| Alopoglossus copii                    | Boulenger, 1885                       | Colombia, Ecuador, Peru                                                                |
| Alopoglossus embera                   | Peloso & Morales, 2017                | Colombia                                                                               |
| Alopoglossus festae                   | Peracca, 1904                         | Colombia, Ecuador                                                                      |
| Alopoglossus lehmanni                 | Ayala & Harris, 1984                  | Colombia                                                                               |
| Alopoglossus viridiceps               | Torres-Carvajal & Lobos, 2014         | Ecuador                                                                                |